# Stagstrup
Stagstrup er en landsby i Stagstrup Sogn i Thisted Kommune i Thy  i Region Nordjylland.
Stagstrup har kirke, skole, præstebolig og spejderhus. Palmesøndag den 5. april 2009 blev Harring-Stagstrup Kirkecenter indviet.
I Stagstrup er der smedje, gård- og antikbutikker. Desuden har DLG en foderstofforretning i landsbyen. I Gærup få kilometer fra Stagstrup, er et tidligere champignon-gartneri omdannet til en stor indendørs petanquebane.
Skolen og kirken er placeret i Stagstrup, mens børnehaven, ungdomsklubben og dagligvarebutikken ligger i Vilsund Vest. Endelig hører alderdomshjemmet og idrætsklubben til i Sundby Thy. 
56°52′21″N 8°35′17″Ø / 56.8726°N 8.588°Ø